# Vinoř (zámek)
Zámek Vinoř je barokní stavba v pražské čtvrti Vinoř. Je chráněn jako kulturní památka. Jeho adresa je Mladoboleslavská 1. Zámek je v současnosti veřejnosti nepřístupný.

## Historie
Zámek byl vystavěn na místě bývalé tvrze či jako barokní novostavba stranou od bývalé tvrze.
Pravděpodobně byl postaven ve dvou fázích. Nejprve zde byl na úplném počátku 18. století, kdy panství Vinoř patřilo Heřmanu Jakubu Černínovi z Chudenic, postaven nižší objekt. Navrhovatelem předešlé stavby mohl být Giovanni Battista Alliprandi, jehož architektonickému stylu dispozice odpovídá více než F. M. Kaňkovi.
V letech 1719 až 1723 byl objekt při zachování půdorysu přestavěn podle projektu Františka Maxmiliána Kaňky, tehdejšího dvorního architekta Černínů. Kaňka objekt radikálně proměnil, zřejmě jej zvýšil, nově zaklenul a vytvořil čestný dvůr výstavbou hospodářských objektů v předdvoří. Nově řešil i podobu vnějších fasád a malou francouzskou zahradu za zámkem.

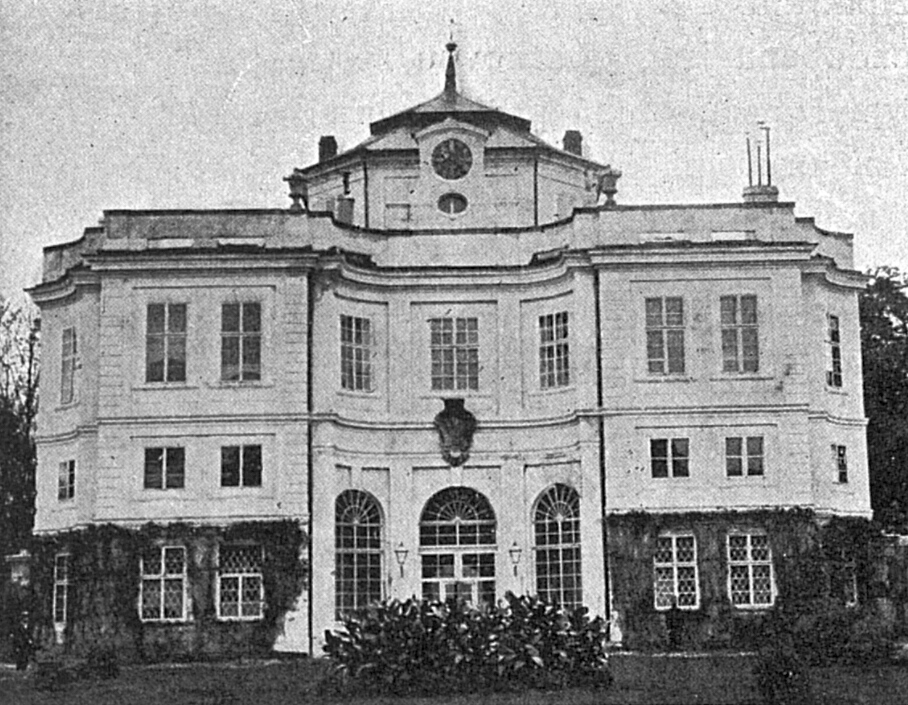
Fotografie zámku (Soupis památek 1901)

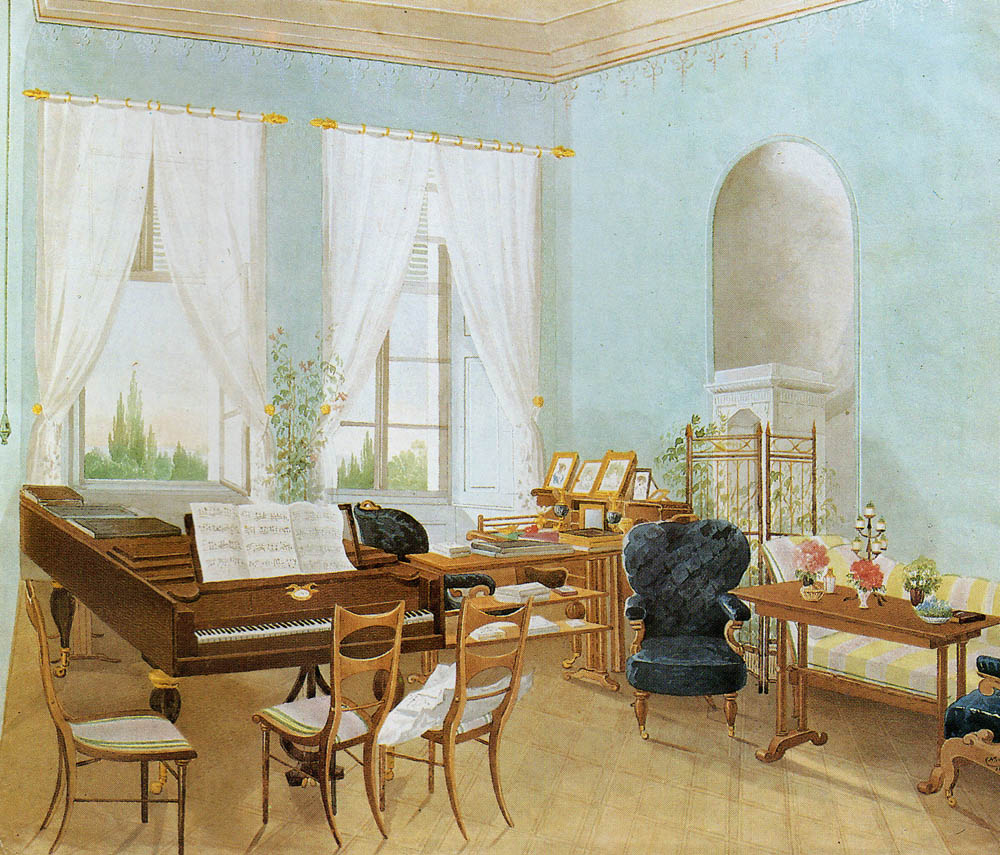
Hudební salon (Karel Nord 1841)

V době posledního majitele panství Otakara Černína byli mezi prominentními hosty na zámku František Ferdinand d'Este, německý císař Vilém II. a arcikníže Karel.
V roce 1917 se rodina Černínů odstěhovala do Bad Aussee ve Štýrsku. Po vzniku Československé republiky přešel objekt zámku do vlastnictví státu. Vinořské panství bylo rozparcelováno a utvořeny zbytkové statky. Některé pozemky si stát ponechal pro státní zájmy, například letiště Kbely. Otakar Černín jako rakouský diplomat známý nepřátelským postojem k československému státu byl 12. dubna 1921 po částečném odškodnění zbaven veškerého majetku.

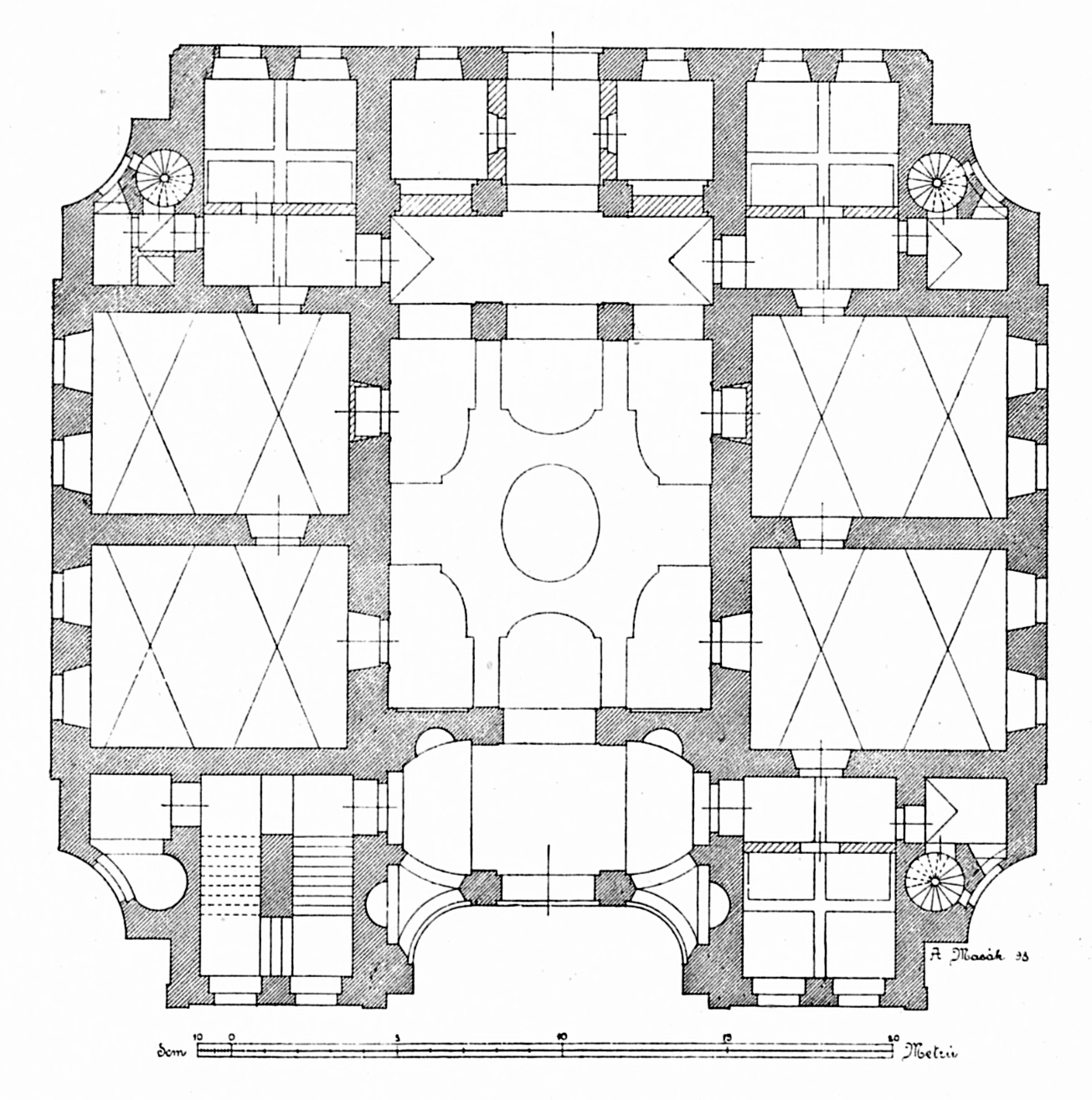
Půdorys (Alois Masák, Soupis památek 1901)

Zámek byl předán do užívání řádu anglických panen náhradou za budovy v Praze, které převzal stát. V letech 1919–1920 provedl architekt V. Vondráček na zámku rozsáhlou rekonstrukci. Anglické panny zde sídlily až do roku 1924. Přilehlý černínský statek v letech 1919–1922 užívala společnost pro zpeněžení dobytka, v letech 1923–1924 čakovický cukrovar. V roce 1925 koupil statek i zámek ředitel pražské Živnobanky Jindřich Bělohříbek (1878-1942)  s manželkou Melanií, rozenou Larischovou a umístil zde svou cennou sbírku starého umění, kterou jejich dceři v roce 1946 zkonfiskoval čs. stát a převedl ji do Uměleckoprůmyslového musea v Praze.
Po druhé světové válce se majetek opět vrátil do vlastnictví státu. V letech 1945–1947 spravoval objekt zámku místní národní výbor a byla zde ubytována jugoslávská učňovská mládež. Později byl zámek adaptován pro funkci nemocnice, ale ta nebyla realizována a místo toho zde byla umístěna internátní škola pro postižené děti. Od roku 1952 zámek spravuje a využívá Ministerstvo vnitra. Koncem 90. let byl zámek zařazen mezi majetek, který stát nepotřebuje, a měl být odprodán. Povodní v roce 2002 však bylo vyplaveno sídlo policejní zásahové jednotky Středočeského kraje a dalších policejních útvarů ve Veltrusích a nevyužívaný zámek Vinoř byl zvolen jako jejich dočasné sídlo. Kromě zásahové jednotky Středočeského kraje se jedná ještě o odbor cizinecké policie – oddělení dokladů a specializovaných činností a odbor služby dopravní policie -oddělení silničního dohledu.
Michal Biskup ze Sdružení pro Vinoř již v roce 2007, kdy se do Vinoře přistěhoval, narazil na to, že zámek i zámecká zahrada jsou nepřístupné a přes vysokou zeď byla ze zámku stěží vidět věžička. V roce 2014 se stal místostarostou Vinoře a začal jednat se zástupci Policie ČR, s památkáři, projektanty a mnoha dalšími o možnostech zpřístupnění. Odchod policie se vedení městské části do té doby vyjednat nepodařilo. Michal Biskup zvolil jiný postup a navrhl krajskému řediteli policie, že by se areál mohl po malých krůčcích začleňovat do života Vinoře. Prvním úspěchem bylo posunutí zadního plotu zámku o tři metry a vytvoření procházkové trasy podél potoka. Dále městská část jednala o odstranění betonové zdi z prefabrikovaných dílců, pocházející ze 60. let. Vzhledem k dislokaci útvarů, které jsou pod zvýšeným stupněm zabezpečení, však bylo nutno zachovat možnost střežení areálu. Jednání došla ve spolupráci s památkáři a architektem ke konsenzu, že by mohla být obnovena původní ohradní zeď a boční brána do stavu ze 17. století a pak by mohla být zbourána betonová zeď, která kazí výhled na zámek. Městská část směnila část pozemku před zámkem a nechala jej vyčistit a zkultivovat, chce jej upravit na zámecký park a po zbourání betonové zdi propojit s předzámčím. Plánovaná cyklostezka ze Kbel do Vinoře má vést předzámčím podél staré zámecké zdi až na vinořské náměstí.
I sama policie považuje památkově chráněný barokní objekt pro své sídlo za nevhodný a raději by užívala objekt kasárenského typu, ale nemá na něj peníze.